# Бир Тавил
Бир Тавил (арап. بير طويل; у преводу „високи бунар“) је земљиште површине 2.060 km² дуж границе између Египта и Судана, на које право не полаже ниједна од ове две државе. Кад се о овој територији говори у вези са суседним Халаиб троуглом (арап. مثلث حلايب), понекад се назива Бир Тавил троугао, упркос томе што по облику наликује призми; ова два „троугла“ се додирују у једној тачки.
Бир Тавил има статус terra nullius (ничије земље). Разлог због кога на Бир Тавил право не полажу ни Египат ни Судан потиче од разлика између равне линије политичке границе између две државе која је успостављена 1899, и неправилне линије административне границе која је успостављена 1902. Египат признаје политичку границу док Судан признаје административну границу, што значи да обе државе полажу право на Халаиб троугао а ниједна не полаже право на Бир Тавил.

## Историја
1899, кад је Уједињено Краљевство владало регионом, споразумом Англо-египатског Судана је за границу између територија одређена 22. северна паралела. Међутим, 1902, Уједињено Краљевство је исцртало другу, „административну границу“ у намери да ослика чињенично стање коришћења земљишта од стране племена у региону. Бир Тавил је био пашњак који је користило Абабда племе из околине Асуана, и стога је стављено под управу Каира. Слично, Халаиб троугао на североистоку је стављен под управу британског гувернера Судана, јер су становници ове области културно били ближи Картуму.
Египат признаје оригиналну границу из 1899, дуж 22. паралеле, по којој је Халаиб троугао у Египту а Бир Тавил у Судану. Судан признаје административну границу из 1902, по којој је Халаиб у Судану а Бир Тавил у Египту. Обе државе присвајају Халаиб троугао а ниједна не присваја много мање вредну територију Бир Тавил, која је десет пута мања, нема сталних насеобина нити излаз на море. По међународном праву не постоји основ ни за Египат ни за Судан да присвоје обе територије, а ниједна држава не жели да се одрекне Халаиб троугла. Како ниједна трећа држава не присваја Бир Тавил, ово је једна од неколико територија на планети које не припадају ниједној признатој држави. Египат контролише ову територију, али она није уцртана на мапама египатске владе.
Како се ради о de jure ничијој територији, разни појединци и организације су покушавали да присвоје Бир Тавил. Међутим, услед удаљености и негостољубиве климе у овој области, огромна већина ових изјава о присвајању је објављена на Интернету или са других локација. Један од изузетака је Џеремаја Хитон, амерички држављанин који је отпутовао у Бир Тавил 2014. како би га прогласио новом сувереном државом, краљевином Северни Судан.

## Географија
Бир Тавил има површину од 2.060 km². Дужина северне границе је 95 km а јужне 46 km; дужина источне границе је 26 km а западне границе је 49 km.
Северно од ове територије се налази Џабал Тавил (арап. جبل طويل), на координатама 21° 57′ 56″ N 33° 48′ 05″ E / 21.96556° С; 33.80139° И, и висини од 459 m. На истоку се налази Џабал Хаџар ел Зарка, на висини од 662 m.
На југу се налази Вади Тавил (арап. وادي طويل), такође познат и као Кавр Абу Бард, на координатама 21° 49′ 25″ N 33° 43′ 42″ E / 21.82361° С; 33.72833° И.